# Fushigi Yûgi Genbu Kaiden
|  | No s'ha de confondre amb Fushigi Yûgi. |

Fushigi Yûgi Genbu Kaiden (ふしぎ遊戯 玄武開伝) és un manga de Yuu Watase, publicat entre el 2003 i el 2013, al Japó, per l'editorial Shogakukan i a Espanya per Glénat. El manga és una preqüela de Fushigi Yûgi (1992-1996), de la mateixa autora.

## Argument
La història de Fushigi Yugi Genbu Kaiden transcorre al Japó de l'any 1923, durant la dinastia Taishō. La Takiko Okuda és una noia de disset anys que entra en un llibre d'origen xinès anomenat L'Univers dels Quatre Déus i és transportada al seu interior. Allà viatja al país de Bei-Jia (Hokkan), on té el paper de sacerdotessa del déu Genbu i reuneix els Set Guerrers (també anomenats Les Set Estrelles) de Genbu.

## Personatges
- Takiko Okuda: És la protagonista i té disset anys. Es converteix en la Sacerdotessa de Genbu. Enfadada per l'absència i l'obsessió del seu pare durant la seva vida, i dolguda per la mort de la seva mare malalta, roba el llibre dels quatre déus al seu pare Einosuke Okuda. Quan intenta trencar-lo, el llibre cobra vida i l'absorbeix dins d'aquest món durant l'època de la Xina antiga, i la fa aparèixer a la ciutat de Genbu, on comença a ser tractada no com una estrangera qualsevol, sinó com la salvadora d'aquesta ciutat que s'està esfondrant. A mesura que va passant el temps s'adona dels seus veritables sentiments respecte Uruki, que la besa en més d'una ocasió.
- Rimudo: El seu nom com a Estrella de Genbu és Uruki. Té l'habilitat de convertir-se en una dona. Va desconcertar a la Takiko quan es va adonar d'això mentre tractava d'abaixar-li la febre, estant sense roba, creient que era una dona. Com molts, li costava de creure que la llegenda de la sacerdotessa de Genbu era veritat. En néixer es va predir que ell mataria el seu pare, el rei i, per salvar-lo, la seva mare el confià a un guardià per evitar la mort d'en Rimudo en les seves mans. Una cosa molt important és que l'Uruki se sentirà atret per la Takiko, encara que en un inici ell no ho vol acceptar. Té l'habilitat de poder controlar el vent, el fa servir per tallar quan ataca, i també pot volar. Només pot fer servir els seus poders amb el vent quan es transforma en una dona.
- Chamuka: El seu nom com a Estrella de Genbu és Tomite. No s'avé gens amb en Rimudo; creu que és un assassí i intenta caçar-lo amb les seves fletxes al marge de la justícia i dels guàrdies que el persegueixen. En aquell moment es troba amb la Takiko Okuda per primera vegada. En veure'ls junts, es va pensar que hi havia un lligam entre ells dos, i decideix raptar-la, perquè així l'Uruki l'anés a buscar i així enfrontar-s'hi com cal. Això no obstant, s'adona que la jove Takiko no és més que una coneguda d'en Rimudo. Té l'habilitat de poder controlar el gel.
- Hatsui: És la tercera Estrella de Genbu que apareix. És un nen que va ser maltractat i s'uneix a la Takiko després de trobar-la. El seu nom vertader és Zaara. Té l'habilitat de poder controlar el ferro, és capaç de formar una bola de ferro on amagar-se i pot llançar agulles contra els seus enemics.
- Namame: És la quarta Estrella. Està fet de roques. La seva habilitat és poder convertir-se en qualsevol cosa feta de roques. Controla la pedra.
- Hikitsu: És una Estrella de Genbu. Té un ull tapat per un pegat, perquè no se li vegi el símbol d'Estrella. Durant la història se sentirà atret per la sacerdotessa de Genbu, la Takiko Okuda. Té l'habilitat de controlar l'aigua.
- Inami: És una altra de les Estrelles de Genbu. És una dona i el seu nom vertader és Taruma. Una de les seves aficions és fumar. La seva habilitat és poder estirar i controlar els seus cabells.
- Urumiya (Hāgasu i Tegu): És una Estrella de Genbu. Es revela que en Hagāsu és només la meitat de l'Urumiya (només es veu la meitat del personatge), per tant, no és complet. El seu germà bessó gran, en Tegu, és l'altra meitat. Encara que en Hagāsu lluita contra les Estrelles de Genbu, i té capacitat d'absorbir els seus poders, no és necessàriament dolent, i salva els nens en algunes de les batalles. Té l'objectiu de destruir l'Uruki per tal de rescatar el seu germà. Ell està sota el comandament del pare de l'Uruki, el rei Temudan. En Tegu està empresonat per en Temudan, que el suborna amb la possibilitat de reunir-se amb en Hagāsu per bloquejar els poders dels altres i, protegir així, en Temudan i l'exèrcit de Hokkaido.
- Fei-qian (Hien): És un soldat del país de Ju-dong (Kutō).
- Zi-xi (Shigi): És un noi també enviat de Ju-dong i acompanya sempre en Fei-qian. De petit el maltractaven i el van convertir en eunuc, i per això creu que va deixar de ser home.
- Einosuke Okuda: És el pare de la Takiko i el traductor del llibre de l'Univers dels quatre déus. Obsessionat per la seva obra no va prestar atenció a la seva família en els seus viatges. La seva dona malalta va morir sense ell al seu costat, fet que la Takiko no li perdonaria mai.
- Takao Ōsugi: És l'amic de l'Einosuke i el pare de la Suzuno. La Takiko n'estava enamorada, tot i que sembla que li comença a agradar una de les Estrelles de Genbu, l'Uruki, el qual va conèixer només entrar en l'Univers dels quatre déus.
- Suzuno Ōsugi: És la filla de la Takao Ōsugi. La Suzuno és qui serà la Sacerdotessa de Byakko.

## Contingut de l'obra

### Manga
Fushigi Yûgi: Genbu Kaiden va ser escrit i il·lustrat per Yuu Watase. Inicialment, es va publicar a la revista Shōjo Comic Zōkan, una edició especial de la Shōjo Comic, a partir del març de 2003. Es va traslladar a la Perfect World Fushigi Yûgi, un spin-off de la Shōjo Comic, el maig de 2004 i es va publicar trimestralment fins a la cancel·lació de la revista el juny de 2008. Originalment, Watase tenia previst continuar el manga a la Monthly Flowers. En canvi, Genbu Kaiden va estar en pausa durant dos anys a causa dels problemes de salut de Watase i altres compromisos laborals. Finalment, es va tornar a serialitzar a la revista Rinka, un spin-off de la Monthly Flowers, el 14 de juny de 2010. Quan la Rinka va plegar dos anys més tard, el 14 de juny de 2012, Watase va anunciar que Genbu Kaiden es traslladaria a la Zōkan Flowers, un nou spin-off de la Monthly Flowers. La sèrie va debutar al número d'hivern de 2012 de la Zōkan Flowers el 14 de novembre de 2012, i finalment va acabar al número de primavera de 2013 de la revista el 14 de febrer de 2013. Els capítols individuals de Genbu Kaiden es van recollir en dotze volums tankōbon publicats per l'editorial Shogakukan amb el seu segell Flower Comics. El primer volum es va publicar al Japó el 25 d'octubre de 2003; el dotzè i darrer volum es va publicar al Japó el 17 de maig de 2013.
A Espanya l'editorial Glénat va editar el manga amb el nom de Fushigi Yugi: Genbu. El origen de la leyenda.

### Sèrie radiofònica
L'empresa japonesa Marine Entertainment va produir una sèrie radiofònica recollida en cinc CD basada en el manga. El primer va sortir el 26 de gener de 2005; el segon va sortir el 24 d'agost de 2005; el tercer va sortir el 22 de desembre de 2005; el quart va sortir el 25 d'agost de 2006; i el cinquè i últim va sortir el 25 de juliol de 2007.

### Videojoc
El 23 de juny de 2005, Idea Factory va treure a la venda al Japó un videojoc de la sèrie anomenat Fushigi Yûgi: Genbu Kaiden Gaiden – Kagami no Miko (ふしぎ遊戯玄武開伝外伝 鏡の巫女) per a la PlayStation 2 de Sony. En el joc controles la Mariko Kobayashi, un personatge original creat per al joc, que és arrossegada a L'Univers dels Quatre Déus a través d'un mirall. Mentre busca la seva amiga, la Takumi Mochizuki, que també hi està atrapada, l'ajuden en la seva recerca la Sacerdotessa de Genbu i els Set de Genbu. El mateix dia que el joc va sortir a la venda, se'n va publicar una versió d'edició limitada, que contenia un llibre d'il·lustracions i un CD amb entrevistes amb els actors de veu del joc. Una versió PSP del joc va sortir a la venda al Japó el 28 de setembre de 2006, i una versió de Nintendo DS del joc va sortir a la venda al Japó el 25 de juny de 2009, juntament amb un altre videojoc de Fushigi Yûgi, Suzaku Ibun.

## Rebuda

### Crítica
A Manga: The Complete Guide, l'escriptor Jason Thompson va donar a Fushigi Yûgi: Genbu Kaiden tres de cinc estrelles. Va assenyalar que Watase «clarament gaudeix d'haver tornat al món de Fushigi Yûgi», però va considerar que el «tema de l'angoixa pare-fill» de la seqüela i la seva «manca d'humor... fan que sigui una lectura més difícil» que la de la sèrie original.

### Vendes
El vuitè volum de Fushigi Yûgi: Genbu Kaiden va ocupar el novè lloc al rànquing de còmics japonesos, que classifica els deu volums de manga més venuts, en el període del 25 al 31 de març de 2008. El novè volum va debutar al sisè lloc a la classificació, en el període del 30 de setembre al 6 d'octubre.